# Charlie Ahearn
Charlie Ahearn (Binghamton, 13 giugno 1951) è un regista, artista e scrittore statunitense, conosciuto principalmente come esponente del cinema no wave e del cinema sperimentale newyorkese.
Importante è anche la sua attività radiofonica.

## Biografia
Nato nel 1951 a Binghamton, Charlie Ahearn si trasferisce a New York nel 1973 per frequentare il programma di studi del Whitney Museum of American Art. In questo periodo entra, assieme al fratello gemello John, nel collettivo di artisti riuniti nell'etichetta Colab. Il collettivo si proponeva di superare il sistema delle Arti tradizionale e delle gallerie, cercando strade nuove per "allargare il senso dell'essere creativi".
Negli anni settanta, periodo in cui Ahearn visse a Manhattan, il suo lavoro si concentrò nella produzione di film d'artista in 16 millimetri e nel 1977 partecipò al progetto Alfred E. Smith nel Lower East Side per filmare i rapporti fra gioventù locale ed arti marziali con la sua cinepresa Super 8, avvicinandosi così all'hip hop e filmando il lavoro di graffitisti come George "Lee" Quinones oppure ragazzi che praticavano la break dance. Questa esperienza influenzò molto il suo lavoro successivo. Nel 1978/79 produce il suo The Deadly Art of Survival The film was made during 1978-1979 in Super 8 format, ispirato al cinema di Kung fu. Il film fu mostrato per la prima volta ad una mostra curata da Colab e tenutasi all'interno di un salone di massaggi abbandonato, nell'area della Times Square. La mostra dal titolo The Times Square Show sviluppava una ricerca fortemente indirizzata alla street art, presentando anche nuovi artisti come Jean-Michel Basquiat, Kenny Scharf e Keith Haring.